# Doktryna Cartera

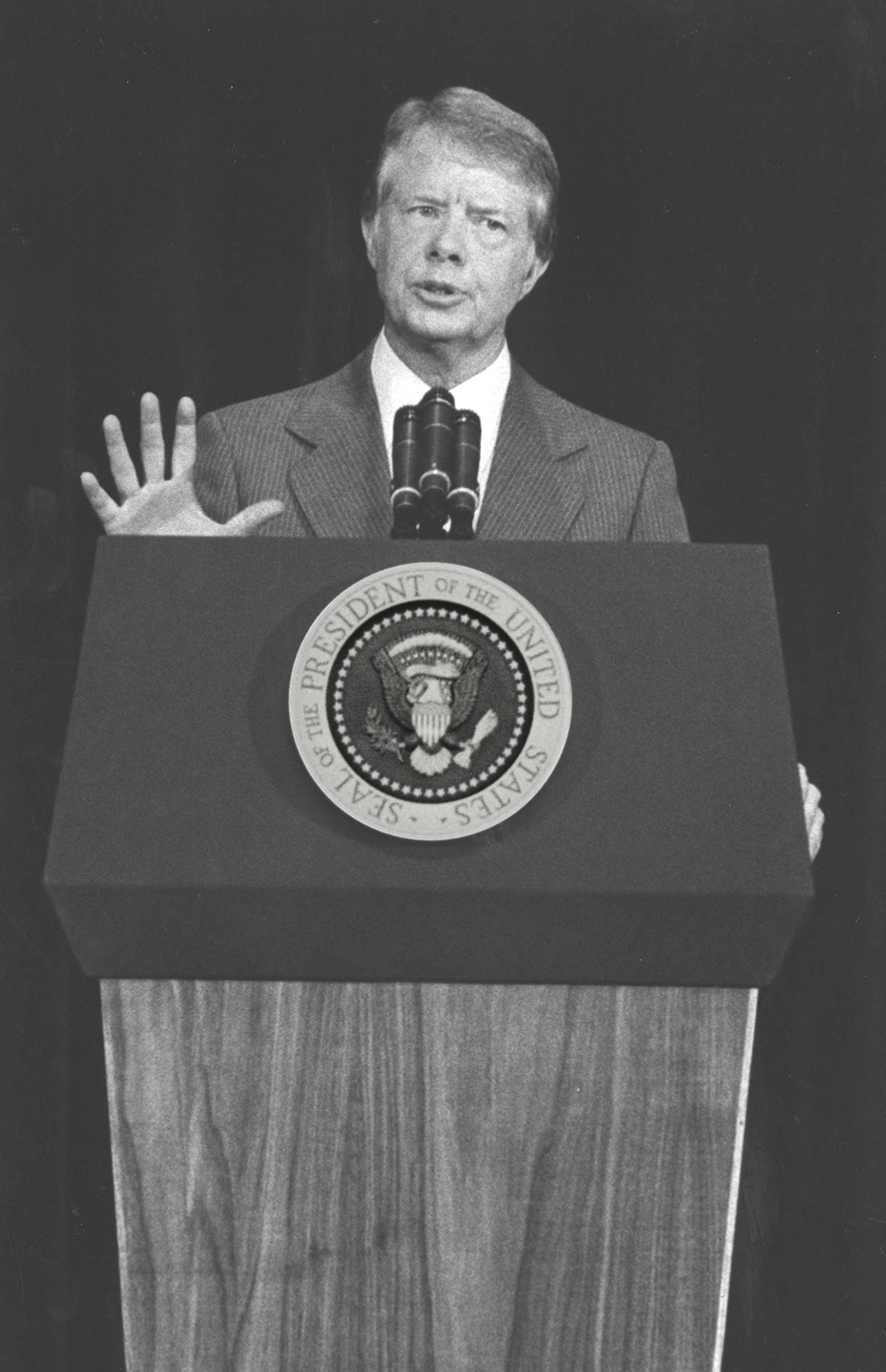
Jimmy Carter, 1978

Doktryna Cartera – doktryna polityki zagranicznej USA ogłoszona przez prezydenta Jimmy’ego Cartera w orędziu o stanie państwa 23 stycznia 1980 roku, w którym stwierdził on, że „jakakolwiek próba przejęcia kontroli nad regionem Zatoki Perskiej przez siłę zewnętrzną będzie traktowana jako atak na żywotne interesy Stanów Zjednoczonych i taki atak będzie odparty wszelkimi niezbędnymi środkami, w tym siłą militarną”. Doktryna Cartera, będąca rozwinięciem doktryny Eisenhowera z 1957 roku, stanowiła reakcję na niekorzystne z punktu widzenia USA wydarzenia roku 1979: rewolucję islamską w Iranie w styczniu oraz inwazję radziecką na Afganistan w grudniu. Interwencja ZSRR była postrzegana w USA jako możliwy pierwszy krok w kierunku zajęcia surowców energetycznych regionu Zatoki Perskiej, a obalenie szacha w Iranie oznaczało utratę kluczowego sojusznika w regionie. Najważniejszą konsekwencją doktryny Cartera była permanentna obecność militarna USA w regionie Bliskiego Wschodu: realizacja doktryny opierała się na zwiększeniu obecności US Navy w rejonie Zatoki Perskiej i Oceanu Indyjskiego oraz rozbudowie sił szybkiego reagowania (Rapid Deployment Joint Task Force, oficjalnie aktywowanych w marcu 1980 roku), na bazie których w 1983 roku powstało Dowództwo Centralne Stanów Zjednoczonych (Centcom) nadzorujące wszystkie amerykańskie operacje militarne w regionie Bliskiego Wschodu. Doktryna Cartera oznaczała też zwiększenie pomocy militarnej dla sojuszników regionalnych USA takich jak Arabia Saudyjska, Egipt i Izrael.
Na podstawie tej doktryny m.in. podjęto decyzję o zaangażowaniu USA w kwestię inwazji Iraku na Kuwejt, co doprowadziło w końcu do pierwszej wojny w Zatoce Perskiej.